# To the Highest Bidder
To the Highest Bidder is het tweede album van Supersister. Net als hun voorgaande album Present from Nancy opgenomen onder leiding van producer Hans van Oosterhout. Het werd in 2008 opnieuw uitgegeven door Esoteric Recordings.

## Nummers
Originele LP
Kant 1
1. "A Girl Named You" (Robert Jan Stips) - 10:10
2. "No Tree Will Grow (On Too High A Mountain)" (Robert Jan Stips) - 7:39

Kant 2
1. "Energy (Out Of Future)" (Robert Jan Stips) - 15:01
2. "Higher" (Robert Jan Stips) - 2:46

Heruitgave uit 2008
1. "A Girl Named You" (Robert Jan Stips) - 10:10
2. "No Tree Will Grow (On Too High A Mountain" (Robert Jan Stips) - 7:39
3. "Energy (Out Of Future)" (Robert Jan Stips) - 15:01
4. "Higher" (Robert Jan Stips) - 2:46
5. "A Girl Named You" (Single version) (Robert Jan Stips) - 3:17
6. "Missing Link" (Supersister) - 2:58
7. "No Tree Will Grow (On Too High A Mountain)" (Single version) (Robert Jan Stips) - 4:27
8. "The Groupies Of The Band" (Supersister) - 4:32

## Bezetting
- Robert Jan Stips: toetsinstrumenten, zang
- Sacha van Geest: dwarsfluit, zang
- Ron van Eck: basgitaar
- Marco Vrolijk: drums, percussie